# NHK足助東テレビ中継局
NHK足助東テレビ中継局（エヌエイチケイあすけひがしテレビちゅうけいきょく）は、愛知県豊田市にあるテレビ中継局。

## 中継局概要

### デジタルテレビ
| リモコン キーID | 放送局名       | 物理 チャンネル | 空中線電力 | ERP   | 放送対象 地域 | 放送区域 内世帯数 | 偏波面   |
| --------------- | -------------- | --------------- | ---------- | ----- | ------------- | ----------------- | -------- |
| 2               | NHK 名古屋教育 | 24ch            | 50mW       | 185mW | 全国          | 約600世帯         | 水平偏波 |
| 3               | NHK 名古屋総合 | 29ch            | 50mW       | 185mW | 愛知県        | 約600世帯         | 水平偏波 |

## 廃止された局の概要

### アナログテレビ
| チャンネル | 放送局名       | 空中線電力        | ERP                 | 放送対象 地域 | 放送区域 内世帯数 | 偏波面   | 放送終了日     |
| ---------- | -------------- | ----------------- | ------------------- | ------------- | ----------------- | -------- | -------------- |
| 46ch       | NHK 名古屋総合 | 映像3W/ 音声750mW | 映像3.4W/ 音声860mW | 愛知県        | 約-世帯           | 水平偏波 | 2011年 7月24日 |
| 48ch       | NHK 名古屋教育 | 映像3W/ 音声750mW | 映像3.4W/ 音声860mW | 全国          | 約-世帯           | 水平偏波 | 2011年 7月24日 |

## 所在地

### デジタルテレビ
- 豊田市足助町字真弓 真弓山城跡（城跡公園足助城）
北緯35度8分7.5秒 東経137度19分29.8秒 / 北緯35.135417度 東経137.324944度

### アナログテレビ
- 豊田市足助町字飯盛39番地 飯盛山・香積寺境内に設置されていた。

## 放送エリア

### デジタルテレビ
- 豊田市の一部（旧・東加茂郡足助町域中心部）、約600世帯[1]。

### アナログテレビ
- 名古屋親局からの電波が届きにくい、豊田市の旧・東加茂郡足助町域中心部をカバーしていた。

## 歴史

### デジタルテレビ
- 2010年8月26日 - 予備免許交付。
- 2010年9月1日 - 試験放送開始。
- 2010年9月30日 - 免許交付[2]。
- 2010年10月5日 - 放送開始。

### アナログテレビ
- 1977年7月29日 - 運用開始[3]。
- 2011年7月24日 - 全局廃局となった。

## その他
- NHK名古屋（総合・教育）のみ置局され、在名民放局（CBC・THK・NBN・CTV・TVA）は置局されていない[4]。
- 同中継局へ受信アンテナを向けている世帯もあるが、ケーブル未加入の世帯では、多くが豊橋中継局へ向けている。